# Trachycladiella aurea
Trachycladiella aurea är en bladmossart som beskrevs av Menzel in Menzel och Schultze-motel 1994. Trachycladiella aurea ingår i släktet Trachycladiella och familjen Meteoriaceae. Inga underarter finns listade i Catalogue of Life.